# فريدريك إل. سميث
فريدريك إل. سميث (بالإنجليزية: Frederic L. Smith)‏ هو لاعب كرة قدم أمريكية وشخصية أعمال أمريكي، ولد في 6 فبراير 1870 في لانسنغ في الولايات المتحدة، وتوفي في 6 أغسطس 1954 في بيفرلي هيلز في الولايات المتحدة.